# Pre Pre Libertadores
El Selectivo Pre Libertadores, o por su nombre coloquial Pre Pre Libertadores, fue un torneo clasificatorio entre clubes mexicanos creado en 1998; los ganadores avanzaban a nueva ronda preliminar denominada Copa Pre Libertadores entre equipos mexicanos y venezolanos, dicha fase daba el derecho a dos clubes de participar en la Copa Libertadores de América.

## Historia
Después de lograr la admisión de México como invitado a la Copa América en 1991, y del exitoso debut del Tricolor en Ecuador 1993; la Femexfut continuó las gestiones para acrecentar los vínculos con la CONMEBOL buscando elevar el nivel del balompié local. Dicho vínculo había tenido sus momentos más altos con la participación de la selección nacional en el extinto Campeonato Panamericano de Fútbol y de los clubes mexicanos en la también desaparecida Copa Interamericana. 
El siguiente objetivo de los federativos era la inclusión de clubes mexicanos en el máximo torneo de clubes del continente, la Copa Libertadores de América. Dicho objetivo se cumplió en 1997, cuando la Federación Venezolana de Fútbol accedió (previa aprobación de Conmebol) a "negociar" los dos lugares designados para clubes venezolanos en el torneo; poniéndolos en disputa en un cuadrangular donde el campeón y subcampeón venezolano enfrentarían a dos cuadros mexicanos, estableciendo que los dos primeros lugares accederían a la fase de grupos del certamen sudamericano. En caso de que ningún club venezolano accediera, la Femexfut cedería parte de los ingresos a la FVF.
A finales de 1997 se determinó realizar un cuadrangular para determinar a los rivales de los venezolanos. El cuadrangular se denominaría Selectivo Pre-Libertadores, aunque popularmente se le llamó Pre-Pre Libertadores. Los participantes serían los campeones de los dos torneos cortos del año: Guadalajara (Verano 1997) y Cruz Azul (Invierno 1997). Y los dos equipos que sumaron mayor puntaje en ambos torneos (omitiendo a los campeones): América y Atlante. Cruz Azul declino la invitación para no saturar su calendario y Atlante renunció por no estar de acuerdo con el formato.
Ante dichas renuncias, la Federación optó por realizar un duelo en el Estadio Azteca entre América y Guadalajara, solo para determinar el orden de enfrentamiento de los clubes mexicanos con los venezolanos. De esta manera el 14 de enero de 1998 el Clásico de clásicos se convirtió en el primer duelo oficial de un selectivo pre-libertadores. América venció 2-0 a Guadalajara.
Tras el fallido intento del primer torneo, ese mismo año, pero para buscar a los representantes de la Pre-Libertadores 1999, se decidió realizar un torneo en Estados Unidos, bajo el auspicio de un promotor de nombre Eduardo Aguirre, quien determinaba las sedes y pactaba los contratos televisivos. El torneo servía a la vez como una gira de pretemporada de clubes mexicano que atraían buenas entradas a los estadios estadounidenses, situación que implicaba el uso comercial del certamen. Bajo un criterio poco claro se organizó un octagonal a eliminación directa con la participación de América, Guadalajara, UNAM, Atlante, Atlante, Monterrey, Tigres UANL y Santos Laguna. Posteriormente los ganadores se enfrentarían a eliminación directa para dejar dos cuadros (Monterrey y Santos) que se unirían al campeón y subcampeón del Verano 1998, Toluca y Necaxa, para enfrentarse (previo sorteo) en duelos únicos que determinarían a los rivales de los venezolanos. Necaxa y Monterrey serían formalmente los primeros ganadores.
Durante las siguientes tres ediciones el torneo se jugó nuevamente en Estados Unidos, pero ahora bajo el formato de un pentagonal todos contra todos, clasificando los dos primeros lugares. La última edición en 2002 se jugó con dos grupos de tres equipos cada uno; los líderes y sublíderes se enfrentarían en duelos cruzados por los dos boletos.
En 2003 expiró el contrato con el promotor Eduardo Aguirre, la FEMEXFUT no lo renovó y se adjudicó el derecho de determinar el formato de clasificación, creando la Interliga que comenzaría a disputarse en 2004.

## Palmarés
| Año  | Ganador 1 | Ganador 2 |
| ---- | --------- | --------- |
| 1998 | Monterrey | Necaxa    |
| 1999 | Atlas     | América   |
| 2000 | Cruz Azul | Atlante   |
| 2001 | América   | Morelia   |
| 2002 | U.N.A.M.  | Cruz Azul |

## Participaciones
| Equipo      | Participaciones | Años                         |
| ----------- | --------------- | ---------------------------- |
| Cruz Azul   | 5 (2)           | 1998, 1999, 2000, 2001, 2002 |
| América     | 4 (2)           | 1998, 1999, 2000, 2001       |
| Toluca      | 4               | 1998, 1999, 2001, 2002       |
| Atlas       | 4 (1)           | 1999, 2000, 2001, 2002       |
| U.N.A.M.    | 3 (1)           | 1999, 2000, 2002             |
| Guadalajara | 2               | 1998, 1999                   |
| Atlante     | 2 (1)           | 1998, 2000                   |
| Morelia     | 2 (1)           | 2001, 2002                   |
| Monterrey   | 1 (1)           | 1998                         |
| Tigres      | 1               | 1998                         |
| Necaxa      | 1 (1)           | 1998                         |
| Santos      | 1               | 1998                         |
| Pachuca     | 1               | 2002                         |

* Entre paréntesis clasificaciones obtenidas a la Copa Pre Libertadores 